# Marca di Tuscia
La Marca di Tuscia, successivamente nota anche come Margraviato di Toscana, fu una divisione amministrativa, esistita dal 797 all'epoca comunale, del Regnum Italicorum, che verrà integrato nel Sacro Romano Impero, situato nell'Italia centrale, che comprendeva gran parte dell'odierna Toscana.

## Storia
Dopo la conquista franca del Regno longobardo, il Ducato di Tuscia era stato riorganizzato su base comitale e nel 781 venne inquadrato assieme agli altri territori ex-longobardi nel Regnum Italicorum affidato a Pipino, sotto la tutela del padre Carlo (incoronato Augusto la notte di Natale dell'anno 800). Nel corso dei secoli l'antico nome Tuscia venne gradualmente soppiantato dal nuovo nome Toscana.

### L'età carolingia (774-843)
Durante il periodo carolingio, l'oligarchia dei duces longobardi del Ducato di Tuscia venne sostituita dai conti franchi; così, anche a Lucca al duca Allone successe il conte Wicheramo. A Wicheramo successe la dinastia bavarese con Bonifacio I, della quale Bonifacio II fu il più illustre rappresentante. Il conte, non appena insediatosi, dovette affrontare il pericolo delle incursioni dei Saraceni che, nell'827 erano sbarcati in Sicilia, a Mazara del Vallo, e avevano occupato Marsala (in arabo Marsa ʿAlī). La strategia di Bonifacio fu molto abile, perché anziché attendere nuove incursioni, con la propria flotta dal porto di Pisa si diresse verso la Tunisia (Ifriquiya) ed attaccò vittoriosamente i Saraceni. In seguito a questa vittoria, la tradizione afferma che Bonifacio, incaricato della tutela della Corsica, nell'estremità dell'isola fece costruire il castello che dette luogo alla denominazione dello stretto di mare: Bocche di Bonifacio.
Il pericolo delle incursioni musulmane e la necessità di trasformare le curtis in aziende agrarie più produttive spinsero i vassalli minori a ricercare la protezione dei conti più potenti, favorendo il processo di aggregazione delle contee. Vennero a formarsi così due grandi contee: la Contea meridionale, corrispondente alla Maremma grossetana e infeudata agli Aldobrandeschi, e la Contea settentrionale, comprendente la Maremma pisana, Lucca, Pisa, Luni e la Corsica, sotto il dominio dei conti di Lucca.
Successivamente, intorno al nucleo centrale di Lucca e Pisa si affermò uno dei centri politici meglio organizzati del Regnum Italicorum, indicato come Ducato (riprendendo la denominazione del precedente dominio longobardo), o Marca: nei documenti dell'847 Adalberto I, successore di Bonifacio, è indicato come Tutor Corsicae insulae e Marcensis; poco più tardi è citato come Marchio ed il suo potere si estese ulteriormente sui comitati di Firenze e Fiesole. Il processo di formazione della Marca si avviò così a conclusione, pur rimanendo al di fuori del potere del marchese di Lucca i territori di Arezzo, Siena e Chiusi. La Marca eccelleva anche sotto l'aspetto culturale: nella sede di Lucca i conti inaugurarono una "Scuola notarile" aperta a iudices laici.

### L'età post-carolingia (843-1001)
Durante il periodo post-carolingio (a partire dal Trattato di Verdun, 843), i gastaldati, la contee e le diocesi della Tuscia, sfuggiti al controllo del lontano impero dilaniato dai conflitti ereditari, caddero sotto il controllo della corte ducale di Lucca, retta da Adalberto II e Berta di Lotaringia. Gli alti funzionari vennero assoggettati alla corte con il contratto di vassallaggio. Nel 903 Adalberto riuscì a sostituire anche nella sede di Chiusi un gastaldo ostile con il conte Atto, suo "fidelis".
Nel 915 Berengario I venne incoronato imperatore da papa Giovanni X. L'incoronazione di Berengario suscitò l'opposizione di Berta, che - rimasta vedova di Adalberto - intendeva favorire l'ascesa alla carica imperiale del suo primo figlio, Ugo di Provenza. Contro Berengario Berta riuscì ad ordire un'alleanza di potenti feudatari comprendente, oltre al figlio Ugo, i nipoti Alberico e Marozia, duchi di Spoleto, Rodolfo di Borgogna e i marchesi di Ivrea. Lo scontro armato tra la fazione di Berta e quella di Berengario avvenne nel 923 nei pressi di Fiorenzuola d'Arda e si risolse con la disfatta di Berengario, ucciso poi a tradimento l'anno successivo. La resa dei conti aperta dalla corte di Lucca a causa dell'incoronazione di Berengario colpì anche papa Giovanni X che, accusato di aver introdotto in Italia milizie ungheresi, venne imprigionato e barbaramente ucciso dagli armati del figlio di Berta, Guido, già margravio della Tuscia e secondo marito di Marozia.

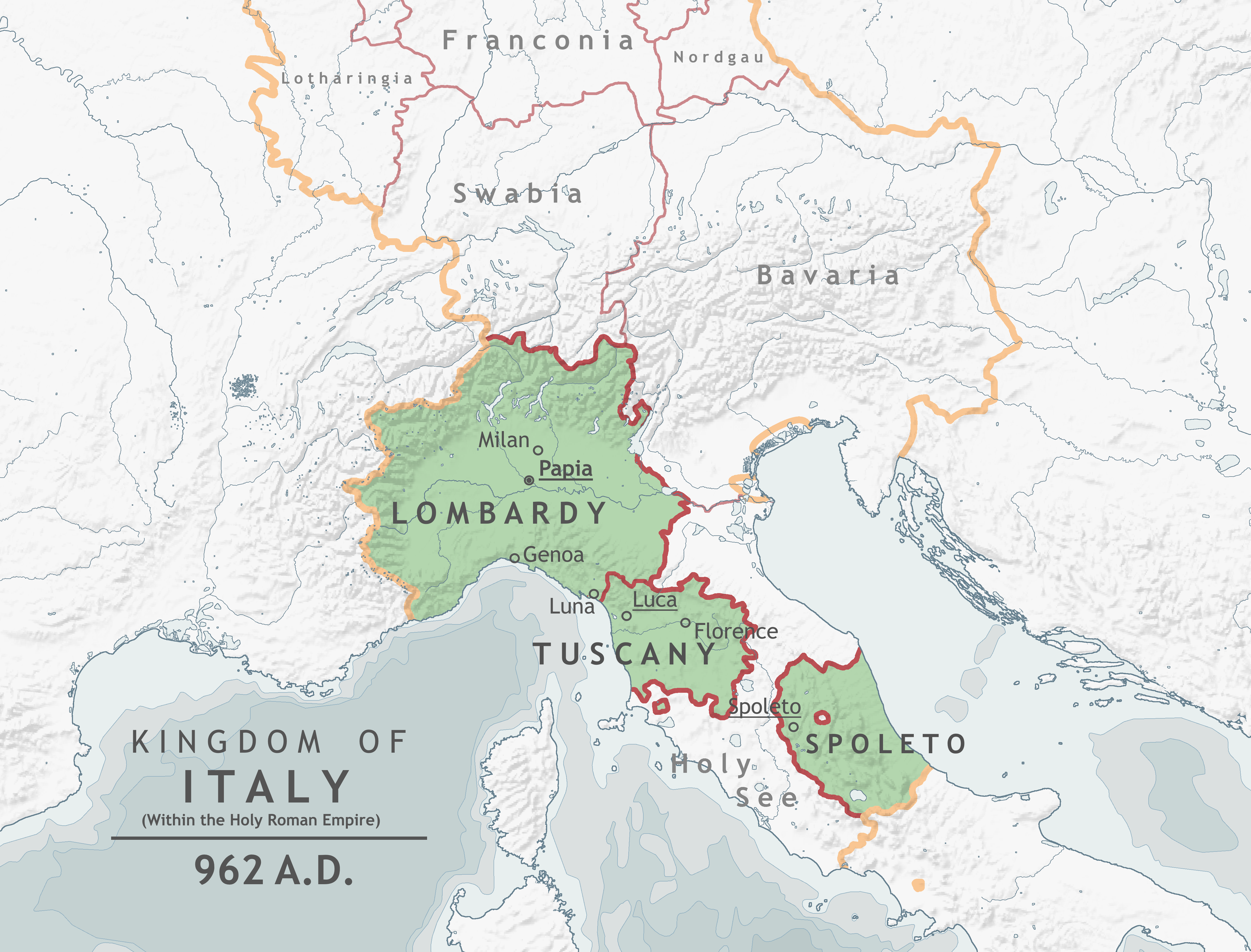
Il regno d'Italia nel 962.

Dopo l'assassinio di Berengario, la stessa nobiltà che lo aveva sostenuto si schierò dalla parte di Ugo che, permutato il titolo di marchese di Provenza con Rodolfo di Borgogna, divenne a sua volta re d'Italia; fu incoronato a Pavia nel 926. In seguito alla misteriosa morte di Guido si verificò il terzo matrimonio di Marozia con il re Ugo, suo cognato. Con questo matrimonio Ugo sperava di ottenere facilmente, a Roma, il sostegno della fazione Tuscolana vicina a Marozia, per conseguire la sospirata nomina imperiale; il suo desiderio si infranse per l'opposizione di Alberico II, figlio di Marozia che, imprigionando la madre, impedì la nomina di Ugo. Il re, ritiratosi nella sua "Curtis Regia" di Lucca, con la sua consueta politica accentratrice dette luogo ad una profonda riforma istituzionale, nominando nella Tuscia vassalli e funzionari non più come rappresentanti del marchese - suo fratello Bosone -, ma come rappresentanti della Corte Regia. Le nomine dei funzionari si estesero anche alle città di Pisa, Firenze e Siena, assoggettate al suo potere.
Nonostante una politica accentratrice e spregiudicata, il dominio di re Ugo non riuscì ad imporsi stabilmente in tutta la Tuscia e nemmeno ad allargarsi all'esterno dei suoi confini. Un ulteriore ampliamento si verificò invece con il suo successore, il figlio Uberto, nominato margravio di Tuscia nel 936 e, grazie al matrimonio contratto con la duchessa di Spoleto, (Willa), duca di Spoleto e Camerino; fu anche nominato conte palatino dall'imperatore Ottone I, ovvero rappresentante del re nell'Italia centrale. I suoi poteri si estesero ai territori di Siena, Arezzo e Città di Castello, territori rimasti estranei fino allora al controllo dei precedenti margravi.
Uberto venne rimosso da Berengario II, che lo sostituì con il supponide Ugo I di Toscana, il quale fu oppositore dell'imperatore Ottone I di Sassonia. Al principio degli anni 970 alla guida del margraviato subentrò Ugo II, il figlio di Uberto, partigiano e "fidelis" di Ottone III, amministratore della Marca di Spoleto-Camerino (989-996), il "Gran Barone" dantesco. Egli, fautore della riforma ecclesiastica, incontrò rilevanti personalità religiose: san Nilo, san Romualdo e san Bononio, ai quali elargì copiose donazioni. Secondo la tradizione il marchese, dando seguito alle richieste della madre Willa, di suo zio Everardo (vescovo-conte di Arezzo) e della moglie Giuditta di Chiusi, discendente attoniana, seppe reperire ingenti risorse finanziarie da impiegare in un grandioso progetto di edificazione di "sette abbazie imperiali", lautamente dotate. Il progetto iniziato non venne portato a termine per l'improvvisa morte di Ugo, a Pistoia nel 1001. Con il prestigio acquisito grazie ad aristocratiche parentele e con la fama guadagnata con l'inizio di quel dispendioso progetto in un momento di particolare spiritualità ed emozione che, alle soglie del Millennio, stava attraversando tutto il territorio, il marchese guadagnò sufficiente consenso popolare, riuscendo a consolidare il proprio dominio in tutta la Tuscia. Con il marchese Ugo, il centro politico e culturale del marchesato cominciò a trasferire la propria sede istituzionale da Lucca a Firenze. Ancor oggi nella Badia Fiorentina, fondata da sua madre Willa, che raccoglie le spoglie del marchese nel monumento sepolcrale di Mino da Fiesole, ogni anno alla scadenza del 21 dicembre (data della sua morte), alle ore 11, viene celebrata una pubblica cerimonia a suffragio di Ugo. Dopo la morte di Ugo II di Toscana, gli successero Bonifacio III di Toscana (1002-1012) e Ranieri di Toscana (1014-1024). Ugo riuscì a consolidarne i confini e a far crescere l'importanza di Firenze. Esso dipendeva direttamente dal Sacro Romano Impero, poiché dopo l'auto-incoronazione di Ottone I a Pavia con la Corona ferrea, il Regnum Italicorum venne direttamente annesso all'Impero.

### L'epoca dei Canossa

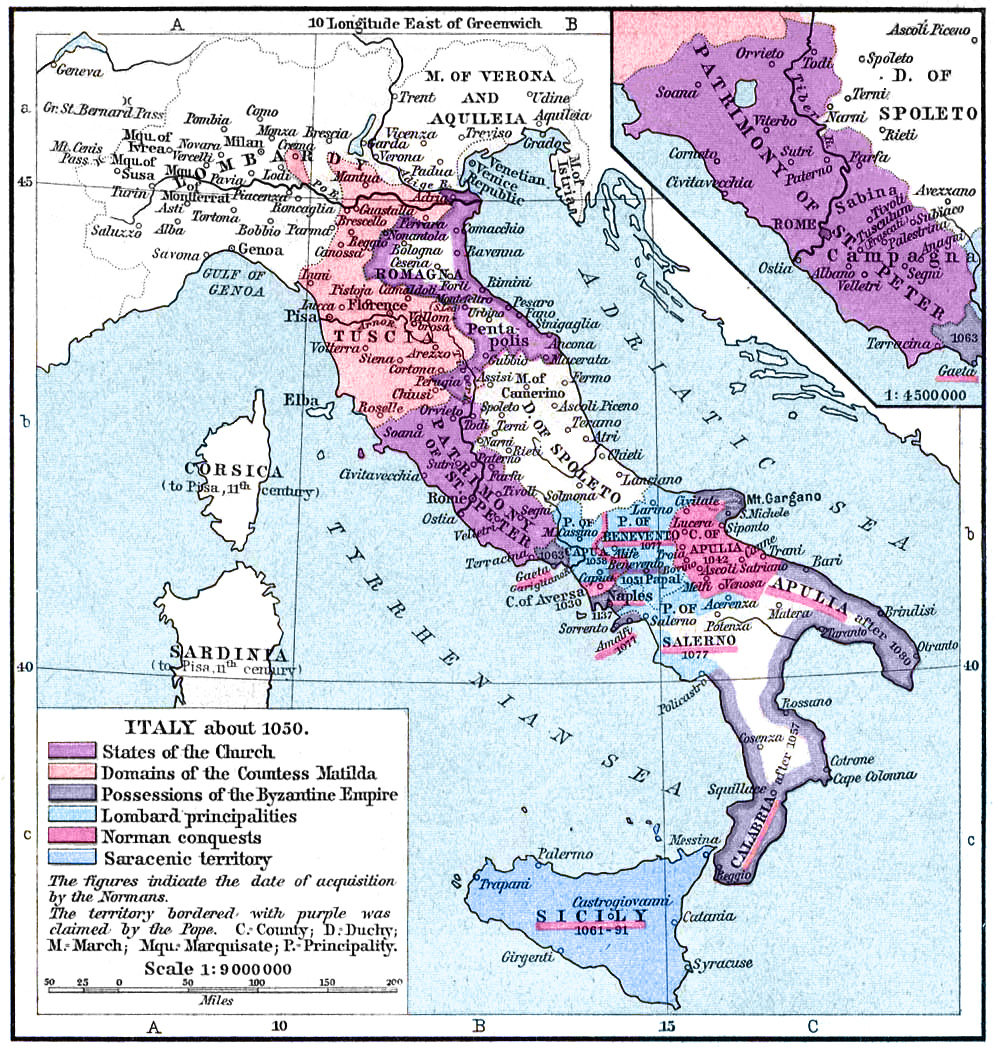
L'Italia attorno al 1050. In rosa, i domini di Matilde di Canossa, margravia di Toscana.

Il primo canossino a diventare Margravio di Toscana fu Bonifacio IV di Toscana (già Bonifacio III di Canossa); era figlio di Tedaldo di Canossa (figlio di Adalberto Atto detto Attone) e di Willa di Uberto (figlia di Uberto di Spoleto, a sua volta figlio di Ugo di Arles). Dal padre ereditò le contee di Modena, Reggio Emilia, Mantova, Brescia, Ferrara; dalla madre il controllo di ampi possedimenti in Toscana (tra Firenze, Lucca, Pisa, Pistoia).
Iniziò la sua carriera politica nel 1014, aiutando l'imperatore Enrico II nel deporre il re d'Italia Arduino d'Ivrea, che l'Imperatore non aveva riconosciuto. Nel 1027 Bonifacio sostenne la candidatura di Corrado II di Germania per la Corona d'Italia e la corona imperiale contro altri pretendenti: Corrado II entrò Italia, ma a Lucca trovò le porte chiuse e così depose dalla carica margravio di Toscana, Ranieri, consegnando terre e titoli a Bonifacio. Bonifacio proclamò Mantova capitale del suo regno, ma la città non ricambiò il gesto, rimanendogli infedele.
Dal suo secondo matrimonio con Beatrice di Lotaringia (1037) nacquero Beatrice e Federico (scomparsi nel 1053 in tenera età, forse avvelenati accidentalmente) e ultima Matilde.
Bonifacio morì nel 1052 a San Martino dell'Argine, o nel bosco di Spineda, durante una battuta di caccia; una leggenda vuole che sia stato assassinato per mano di Scarpetta de' Canevari di Parma, ma nella biografia di Donizone non si parla di morte violenta. La moglie si trovò sola a capo del regno più potente dell'epoca e dovette pensare quasi subito a risposarsi con Goffredo il Barbuto, Signore della Lotaringia centrale e ostile all'Imperatore; quest'ultimo cercò inutilmente di ostacolare il matrimonio, per non unire le terre di Goffredo a quelle già così estese dei Canossa, ma servì solamente ad avvicinare i Canossa alle politiche papali nella Lotta per le investiture.
La morte di Goffredo (1069) lasciò Beatrice solo con l'appoggio del Papa, neanche il matrimonio della figlia Matilde con il "ghibellino" Goffredo il Gobbo, contribuì ad appianare le difficoltà politiche. A partire dal 1076, vista la quasi contemporanea scomparsa del marito e della madre, sarà la trentenne Matilde l'unica sovrana incontrastata di tutte le terre dal Lazio al lago di Garda, Margraviato di Toscana compreso. Nella Lotta per le investiture la politica della cosiddetta "Granduchessa", si rivolse a favore del papato e successivamente ella sposò il duca Guelfo di Baviera (1089), già in contrapposizione con l'allora Imperatore Enrico IV.
Quando nel 1115, Matilde morì senza lasciare eredi diretti, il casato dei Canossa si disperse e in parte estinse. Il loro vasto territorio si disperse: alcuni castelli rimasero in possesso di signori locali, altri dei discendenti di Prangarda, sorella di Tedaldo (nonno di Matilde), altri ancora vennero addirittura dimenticati in un vuoto di potere o semplicemente inglobati nei territori papali.

### Dopo i Canossa
Dopo la morte di Guido Guerra I (1124), figlio adottivo della "Grancontessa" Matilde, il Margraviato fu affidato a Vicari Imperiali scelti principalmente tra i nobili tedeschi, come ad esempio Enrico X di Baviera (1135-1139), l'Arcivescovo Cristiano di Magonza (1163-1173), Corrado di Urslingen (1193-1195) o Filippo di Svevia (1195-1197) che scelsero San Miniato come nuovo centro del Margraviato; ciò servì ad inasprire in terra toscana la lotta per le investiture, che proprio in quegli anni si era già tramutata in lotta tra Comuni ed Impero. Con il passare dei decenni la figura dei margravi (o marchesi) e l'istituzione stessa del Marchesato, divennero una sorta di imposizione dell'Imperatore Federico Barbarossa in contrasto con le nascenti autonomie comunali.
In particolare nell'area toscana si distinsero le autonomie dei seguenti comuni:
- Arezzo, con i Vescovi-conte (a partire dal 1052)
- Firenze, autonomo dalla morte di Matilde (1115)
- Lucca, autonomo dopo la morte di Matilde (1119)
- Pisa, con i commerci nel Mediterraneo (inizi dell'XI secolo)
- Pistoia, Libero Comune Imperiale (dal 1105)
- Poggibonizio, fondata nel 1155 e Città Imperiale con Federico II (dal 1120)
- Prato, dopo l'assedio di Matilde (1107)
- Siena, con la deposizione dell'ultimo Vescovo-conte (1125)
- Volterra, con la caduta del Potere temporale dispotico del Vescovo-conte Galgano Pannocchieschi (1171)

Nei secolo XIII e XIV quando le autonomie dei comunali ebbero raggiunto l'apice, il Marchesato di Toscana risultò essere obsoleto e decadde definitivamente con la nascita delle prime Signorie.

## Elenco dei Margravi di Tuscia o Toscana
I marchesi di Tuscia a volte venivano indicati anche con l'antico titolo longobardo di "Duca di Tuscia".